# S-Bahn di Rostock
La S-Bahn di Rostock (in tedesco S-Bahn Rostock) è il sistema di S-Bahn che serve la città tedesca di Rostock e la sua regione. Appartiene al sistema integrato di trasporti Verkehrsverbund Warnow (VVW).

## Rete
La rete consiste di tre linee, aventi in comune la tratta fra Warnemünde e la stazione centrale di Rostock:
| Linea | N. stazioni | Lunghezza in km | Tempo di percorrenza | Stazioni                                     |
| ----- | ----------- | --------------- | -------------------- | -------------------------------------------- |
| S 1   | 10          | 13,3            | 20                   | Warnemünde - Rostock Hbf                     |
| S 2   | 17          | 47,6            | 58                   | Warnemünde - Rostock Hbf - Schwaan - Güstrow |
| S 3   | 18          | 58,1            | 74                   | Warnemünde - Rostock Hbf - Plaaz - Güstrow   |

## Storia

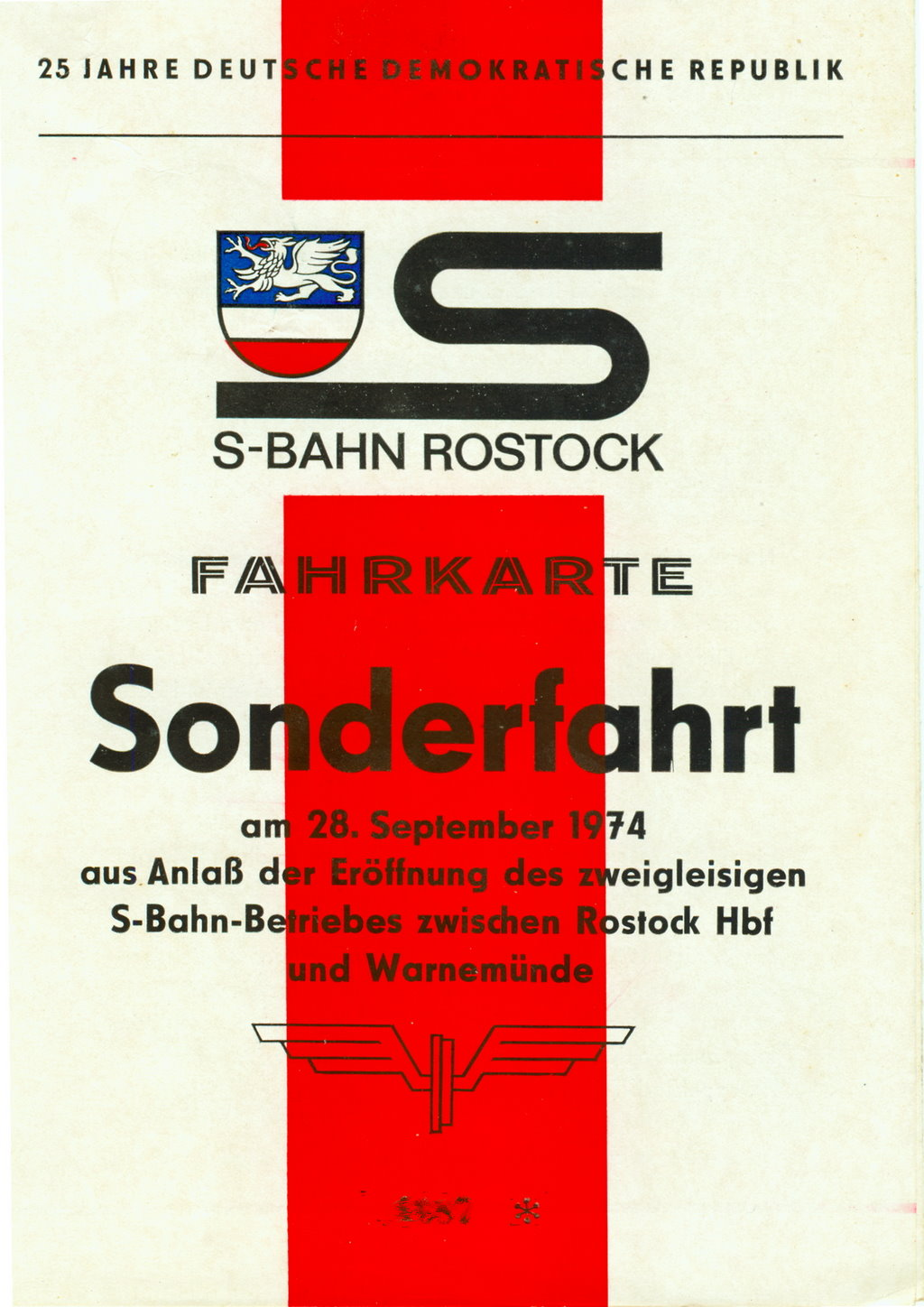
biglietto speciale in occasione dell'apertura della S-Bahn

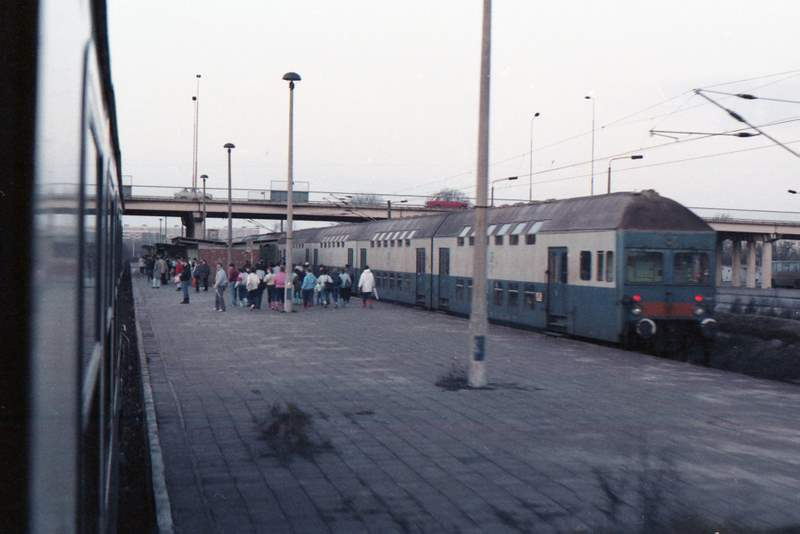
Servizio S-Bahn per Warnemünde, nel 1987

La S-Bahn di Rostock è stata realizzata per servire adeguatamente i nuovi quartieri satellite che si sono sviluppati a nord della città a partire dagli anni sessanta.
Il primo servizio di tipo S-Bahn venne inaugurato nel 1970, sulla tratta Hauptbahnhof - Warnemünde. Sfruttava la preesistente ferrovia locale, per l'occasione raddoppiata.
Lungo la tratta sorsero i quartieri di Lütten Klein (1965-1969), Evershagen (1969-1978), Lichtenhagen (1974-1976), Schmarl (1976-1984) e Groß Klein (1979-1983).
La denominazione S-Bahn fu ufficialmente adottata solo dal 1974.
Nel 1988 entrò in servizio la seconda linea, verso Rostock Seehafen Nord. Anche in questo caso, l'offerta di trasporto pubblico fu coordinata all'espansione edilizia, con la realizzazione dei quartieri di Dierkow (1984-1987) e Toitenwinkel (1985-1989).
Dopo la riunificazione, il servizio S-Bahn si è esteso verso sud, a servire zone meno popolate, fino a Güstrow.
A partire dal cambio d'orario del dicembre 2012 venne inserita nella rete la linea per Güstrow via Laage, numerata come S3; contemporaneamente la vecchia S3 venne soppressa, servendo quartieri già adeguatamente serviti dai tram urbani.

## Materiale rotabile
Sulle tre linee sono in servizio treni navetta composti da locomotive elettriche gruppo 143 e carrozze a due piani.